# بانک الاهلی قطر
بانک الاهلی قطر (انگلیسی: Ahli Bank Qatar) شرکت خدمات مالی و بانکداری قطری است، که در سال ۱۹۸۳ تأسیس شد.